# Lake Dalaroo
Lake Dalaroo ist ein natürlicher See im Shire of Moora im australischen Bundesstaat Western Australia.

## Geografie
Lake Dalaroo ist 1,8 km lang, 1,3 km breit und 2 km² groß. Er liegt im Westen des Gebietes vom Moora Shire, im Wheatbelt.